# South Charleston (Virgínia de l'Oest)
South Charleston és una població dels Estats Units a l'estat de Virgínia de l'Oest. Segons el cens del 2000 tenia 13.390 habitants.

## Demografia
Segons el cens del 2000, South Charleston tenia 13.390 habitants, 6.316 habitatges, i 3.764 famílies. La densitat de població era de 695,8 habitants per km².
Dels 6.316 habitatges en un 22,8% hi vivien nens de menys de 18 anys, en un 43,9% hi vivien parelles casades, en un 12,8% dones solteres, i en un 40,4% no eren unitats familiars. En el 35,9% dels habitatges hi vivien persones soles el 15,4% de les quals corresponia a persones de 65 anys o més que vivien soles. El nombre mitjà de persones vivint en cada habitatge era de 2,11 i el nombre mitjà de persones que vivien en cada família era de 2,72.
Per edats la població es repartia de la següent manera: un 19,1% tenia menys de 18 anys, un 7,3% entre 18 i 24, un 27,7% entre 25 i 44, un 25,8% de 45 a 60 i un 20% 65 anys o més.
L'edat mediana era de 42 anys. Per cada 100 dones de 18 o més anys hi havia 79,3 homes.
La renda mediana per habitatge era de 37.905 $ i la renda mediana per família de 50.528 $. Els homes tenien una renda mediana de 39.036 $ mentre que les dones 25.978 $. La renda per capita de la població era de 24.928 $. Entorn del 9,7% de les famílies i el 12,1% de la població estaven per davall del llindar de pobresa.

## Poblacions més properes
El següent diagrama mostra les poblacions més properes.